# Lamas e Cercal
Lamas e Cercal (oficialmente: União das Freguesias de Lamas e Cercal) é uma freguesia portuguesa do município do Cadaval, com 57,96 km² de área e 3409 habitantes (censo de 2021). A sua densidade populacional é 58,8 hab./km².

## História
Foi constituída em 2013, no âmbito de uma reforma administrativa nacional, pela agregação das antigas freguesias de Lamas e Cercal e tem a sede em Lamas.

## Demografia
A população registada nos censos foi:
| Distribuição da População por Grupos Etários | Distribuição da População por Grupos Etários | Distribuição da População por Grupos Etários | Distribuição da População por Grupos Etários | Distribuição da População por Grupos Etários | Distribuição da População por Grupos Etários |
| -------------------------------------------- | -------------------------------------------- | -------------------------------------------- | -------------------------------------------- | -------------------------------------------- | -------------------------------------------- |
| Antes da agregação                           |                                              |                                              |                                              |                                              |                                              |
| Ano                                          | 0-14 anos                                    | 15-24 anos                                   | 25-64 anos                                   | >= 65 anos                                   | Total                                        |
| 2001                                         | 470                                          | 485                                          | 1789                                         | 946                                          | 3690                                         |
| 2011                                         | 459                                          | 311                                          | 1813                                         | 1049                                         | 3632                                         |
| Após a agregação                             |                                              |                                              |                                              |                                              |                                              |
| Ano                                          | 0-14 anos                                    | 15-24 anos                                   | 25-64 anos                                   | >= 65 anos                                   | Total                                        |
| 2021                                         | 376                                          | 293                                          | 1625                                         | 1115                                         | 3409                                         |